# José Eduardo Franco
José Eduardo Franco (1969). Historiador. Investigador-Coordenador com equiparação a Professor Catedrático da Universidade Aberta, Diretor do Centro de Estudos Globais da Universidade Aberta, Titular da Cátedra UNESCO/CIPSH de Estudos Globais e membro da Academia Portuguesa da História. Tem sido Professor-Visitador da Université Paris II – Panthéon-Assas e da Universidade Federal de Sergipe. Coordena atualmente o programa de doutoramento em Estudos Globais na Universidade Aberta. 

## Biografia
Doutorou-se em “História e Civilizações” pela EHESS de Paris e em Cultura pela Universidade de Aveiro, sendo mestre em História Moderna pela Faculdade de Letras da Universidade de Lisboa e mestre em Ciências da Educação pela Faculdade de Psicologia e Ciências da Educação da mesma Universidade de Lisboa. 
Entre os projetos de pesquisa em que tem participado destacam-se os seguintes: Diretor do projeto científico e da Coleção Editorial Histórias Globais, em curso na Cátedra UNESCO/CIPSH de Estudos Globais e no Centro de Estudos Globais da Universidade Aberta, que visa preparar e editar 17 histórias globais; Codiretor, com Fabrice d’Almeida, do Dictionnaire Essentiel d’Études Globales (Globalogie): Concepts, Courants, Thèmes, Auteurs, Institutions; Diretor, com Pedro Calafate e Viriato Soromenho-Marques, do projeto Pombal Global, que visa promover a edição criticamente anotada da Obra Completa Pombalina (50 volumes); Codiretor, com Fátima Vieira, do projeto Portugal Global em Jogo de Espelhos – Coleção Global (150 mini-livros país a país), apoiado pelo Instituto Camões; Coordenador do projeto “Culturas em negativo”, de que já resultou a publicação do Dicionário dos Antis: A Cultura Portuguesa em Negativo e do Dicionário dos Antis: A Cultura Brasileira em Negativo, este último codirigido com Luiz Eduardo Oliveira. A matriz deste projeto original, à semelhança de outros seus, já está a ser adaptada noutros países, nomeadamente em França. 
Concluiu com sucesso a coordenação de vários projetos de investigação de grande fôlego, entre os quais os volumes do Dicionário Histórico das Ordens, a Obra Completa do Padre Manuel Antunes (em 14 volumes) e o projeto Arquivo Secreto do Vaticano (editado em 3 volumes). Das suas publicações, destacam-se os estudos aprofundados sobre o padre António Vieira, os Jesuítas e o Marquês de Pombal. Dirigiu, com Pedro Calafate, o projeto luso-brasileiro chamado “Vieira Global”, que publicou a Obra Completa do Padre António Vieira (em 30 volumes), em Portugal e no Brasil, e agora prepara o Dicionário do Padre António Vieira, assim como a tradução e edição da obra seleta deste autor em 20 línguas de grande circulação internacional. 
Com Carlos Fiolhais, dirigiu o projeto de investigação e edição intitulado Obras Pioneiras da Cultura Portuguesa, editado pelo Círculo de Leitores/Temas e Debates em 30 volumes. Dirigiu também, com Jonatas da Silva Meneses, o Dicionário Global das Religiões no Brasil, publicado em 2022. Coordena atualmente o grande projeto Dicionário Histórico das Ordens e Congregações Religiosas no Brasil, que já identificou 604 instituições de vida consagrada neste país. 
Da sua bibliografia, podemos distinguir os seguintes livros: 
- O Mito de Portugal, Lisboa, FMMVAD/Roma Editora, 2000
- O Mito dos Jesuítas em Portugal e no Brasil, Séculos XVI-XX, 2 Vols., Lisboa, Gradiva, 2006-2007;
- A Europa ao Espelho de Portugal: Ideia(s) de Europa na Cultura Portuguesa, Lisboa, Círculo de Leitores/Temas e Debates, 2020;
- O Marquês de Pombal e a Unificação do Brasil, em coautoria com Luiz Eduardo Oliveira, Lisboa, Temas e Debates, 2024.

Foi-lhe atribuída, em 2015, a Medalha de Mérito Cultural do Estado Português, o mais importante galardão atribuído pelo Governo Português como reconhecimento dos serviços prestados à cultura e à ciência; em 2018, o Prémio Mariano Gago de divulgação científica, ex aequo com Carlos Fiolhais; e, em 2023, a Medalha de Antônio Paim – Comenda mais importante da Ordem de Mérito do Pensamento Brasileiro.  
Ciência Vitae: https://www.cienciavitae.pt/portal/8712-5B36-6B35

### Investigação
- Desenvolveu pesquisa original nos domínios da mitologia portuguesa e das grandes controvérsias históricas que marcaram a vida cultural, política e religiosa de Portugal. Os seus estudos sobre os jesuítas,[1] e em particular o fenómeno antijesuíta e da hermenêutica dos mitos e das utopias portuguesas e europeias, representam um factor de inovação.
- Colunista assíduo da imprensa periódica, com numerosos artigos publicados nas áreas de História, Mitocrítica, Cultura, Hermenêutica da Filosofia e Ciências Religiosas, Ciências da Educação e História da Mulher.
- Para além do seu trabalho de investigação, coordenação de projetos, tem vindo a organizar congressos internacionais científicos de grande escala, como o Congresso Internacional Padre Manuel Antunes (1918-1985) Interfaces da Cultura Portuguesa e Europeia (2005),  o Congresso Internacional Jardins do Mundo: Discursos e Práticas (2007), o Congresso Internacional Ordens e Congregações Religiosas em Portugal (2010), Congresso Internacional de Trento: 450 anos de  História (2013),[2] e o I Simpósio Internacional História, Cultura e Ciência na/da Madeira, com o tema Que saber(es) para o Século XXI? (2014).[3]

### Instituições
- Atualmente é Professor Catedrático da Universidade Aberta e Coordenador do Programa Doutoral em Estudos Globais.[4]
- Foi o Diretor do CLEPUL (Centro de Literaturas e Culturas Lusófonas e Europeias da Faculdade de Letras da Universidade de Lisboa) entre 2012 e 2015.[5]
- Até 2012, foi Presidente da Direção do Instituto Europeu de Ciências da Cultura Padre Manuel Antunes[6] (instituição criada através de um protocolo celebrado entre a Faculdade de Letras da Universidade de Lisboa e a Escola Superior de Artes Decorativas (ESAD) da Fundação Ricardo do Espírito Santo), [7] onde organizou e coordenou os cursos de Ciências da Cultura.
- Até 2011, foi Vice-Presidente da Associação Internacional de Estudos Ibero-Eslavos.
- Até 2020, foi Diretor da Cátedra Convidada FCT Infante Dom Henrique para os Estudos Insulares Atlânticos e a Globalização (Universidade Aberta/Pólo do CLEPUL da Universidade de Lisboa).
- Desde 2020, é Diretor da Cátedra CIPSH de Estudos Globais (Conseil International de la Philosophie et des Sciences Humaines) da Universidade Aberta.[8]
- Membro da Academia Portuguesa de História.

### Projetos de investigação
- Autor e co-diretor do projeto Dicionário Histórico das Ordens e Instituições Afins em Portugal, financiado pela Fundação para a Ciência e a Tecnologia (FCT) (2010).[9]
- Coordenador do projeto de investigação dos Documentos sobre a História da Expansão Portuguesa existentes no Arquivo Secreto do Vaticano, financiado pela Fundação para a Ciência e a Tecnologia e promovido pelo Centro de Estudos  dos Povos e Culturas de Expressão Portuguesa - UCP (2011).
- Membro do conselho coordenador do projeto de edição crítica da Obra Completa do Padre Manuel Antunes, sj, publicada pela Fundação Calouste Gulbenkian (2012).
- Coordenador do projeto "Vieira Global" (com Pedro Calafate), que inclui a Obra Completa do Padre António Vieira – publicado pelo Círculo de Leitores[10] em 2013-2014 –, o Dicionário Multimédia do Padre António Vieira, e a edição da obra seleta de Vieira, traduzida em 12 línguas de grande circulação internacional (2012-).
- Coordenador do Dicionário Enciclopédico da Madeira (2012-)
- Coordenador do projeto de edição crítica da Obra Completa do Marquês de Pombal. (com Pedro Calafate e Viriato Soromenho-Marques) (2013-)
- Coordenador do projeto Obras Pioneiras da Cultura Portuguesa[11] (com Carlos Fiolhais). (2015-2019)

## Obra parcial
Entre a sua vasta obra publicada, alguns dos volumes mais importantes são:
- Vieira na Literatura Anti-Jesuítica, (em coautoria com Bruno Cardoso Reis), Lisboa, Roma Editora, 1997;
- O Mito do Milénio, (em coautoria com José Manuel Fernandes) Lisboa, Paulinas Editora, 1999;
- Teologia e Utopia em António Vieira, Separata da Lusitania Sacra, Lisboa, 1999;
- Brotar Educação, Lisboa, Roma Editora, 1999;
- Falésias da Utopia, Lisboa, Editora Arkê, 2000;
- História dos Dehonianos em Portugal, Porto, Edições Dehonianas, 2000;
- O Mito de Portugal, Lisboa, Roma Editora, 2000 (Galardoado com o Primeiro Prémio “Livro 2004” da Sociedade Histórica da Independência de Portugal);
- Monita Secreta (Instruções Secretas dos Jesuítas). História de um manual conspiracionista, (em coautoria com Christine Vogel) Lisboa, Roma Editora, 2002;
- Fé, Ciência e Cultura. Brotéria – 100 anos, Coordenação em parceria com Hermínio Rico, Prefácio de Eduardo Lourenço, Lisboa, Gradiva, 2003;
- O mito do Marquês de Pombal, (em coautoria com Annabela Rita), Lisboa, Prefácio, 2004;
- Metamorfoses de um polvo: Religião e política nos regimentos da inquisição Portuguesa – com a edição completa de Regimentos da Inquisição Portuguesa, (em coautoria com Paulo de Assunção), Lisboa, Prefácio, 2004;
- Influência de Joaquim de Flora em Portugal e na Europa. Com a edição dos textos de Natália Correia sobre a “Utopia da Idade Feminina do Espírito Santo” (coautoria com José Augusto Mourão), Lisboa, Roma Editora, 2004;
- Dois exercícios de Ironia: “Contra os Jesuítas” de Sena Freitas e “Defesa da Carta Encíclica de Sua Santidade o Papa Pio IX” de Antero de Quental, (em coautoria com o Prof. Doutor Luís Machado de Abreu), Lisboa, Prefácio, 2005;
- Coordenação da edição do manuscrito inédito do Tratado do Quinto Império em Portugal. Com a edição completa do Tratado da Quinta Monarquia por Sebastião de Paiva, Prefácio de Arnaldo Espírito Santo, Lisboa, Imprensa Nacional – Casa da Moeda, 2006;
- O Mito dos Jesuítas em Portugal e no Brasil, Séculos XVI-XX, 2 Vols., Lisboa, Gradiva, 2006–2007;[13]
- Padre Manuel Antunes (1918–1985): Interfaces da Cultura Portuguesa e Europeia, obra coordenada em parceria com Hermínio Rico, Porto, Campo das Letras, 2007;
- Jesuítas e Inquisição: cumplicidades de confrontações, Rio de Janeiro, Editora da Universidade Estadual do Rio de Janeiro, 2007;[14]
- O Padre António Vieira e as Mulheres: Uma visão barroca do Universo feminino, (em coautoria com Isabel Morán Cabanas), Porto, Campo das Letras, 2008;
- Padre António Vieira (1608–1697): Imperador da Língua Portuguesa, Coordenação e coautoria, Lisboa, Correio da Manhã, 2008;
- Jardins do Mundo: Discursos e Práticas, Co-coordenação com Cristina da Costa Gomes, Lisboa, Gradiva, 2008;
- Madeira - mito da ilha-jardim: cultura da regionalidade ou da nacionalidade imperfeita na Madeira, Lisboa, Gradiva, 2009;
- Holodomor - A desconhecida tragédia ucraniana (1932-1933), Autor e co-diretor, Coimbra, Grácio Editor, 2013;
- Para a história das Ordens e Congregações Religiosas em Portugal, na Europa e no mundo, Paulinas Editora, 2014, coordenação;
- Jesuítas, Construtores da Globalização, com Carlos Fiolhais, Lisboa, CTT, 2016;[15]
- Portugal Católico, Lisboa, Temas e Debates, 2017;[16]
- Dicionário dos Antis: Cultura Portuguesa em Negativo, Lisboa, INCM, 2018;
- Madeira Global: Grande Dicionário Enciclopédico da Madeira - Volume 1, coordenado com Cristina Trindade, Lisboa, Theya, 2019;
- A Europa ao Espelho de Portugal, Lisboa, Temas e Debates, 2020;
- História Global de Portugal, em co-autoria com José Pedro Paiva e Carlos Fiolhais, Lisboa, Temas e Debates, 2020.
- História Global da Literatura Portuguesa, coordenado com Anabela Rita, Isabel Ponce de Leão e Miguel Real, Lisboa, Temas e Debates, 2024.